# Pridvorje (Drenje)
Pridvorje je naselje u Hrvatskoj, regiji Slavoniji u Osječko-baranjskoj županiji i nalazi se u sastavu općine Drenje.

## Zemljopisni položaj
Pridvorje se nalazi na 160 metara nadmorske visine (središte sela) na jugoistočnim obroncima Krndije. Susjedna naselja: sjeverno se nalazi općinsko središte Drenje, istočno su Preslatinci, sjeveroistočno Kućanci Đakovački, te zapadno je naselje Mandićevac. Pripadajući poštanski broj je 31418 Drenje, telefonski pozivni 031 i registarska pločica vozila DJ (Đakovo). Površina katastarske jedinice naselja Pridvorje je 9,5 km2.

## Stanovništvo
Prema popisu iz 2011. naselje je imalo 198 stanovnika.
| broj stanovnika | 347   | 557   | 535   | 411   | 440   | 551   | 468   | 546   | 426   | 401   | 383   | 347   | 304   | 245   | 239   | 198   | 161   |
|                 | 1857. | 1869. | 1880. | 1890. | 1900. | 1910. | 1921. | 1931. | 1948. | 1953. | 1961. | 1971. | 1981. | 1991. | 2001. | 2011. | 2021. |

Od 1857. do 1880. sadrži dio podataka za naselje Mandićevac.

## Crkva
U selu se nalazi rimokatolička crkva Sv. Barbare koja pripada katoličkoj župi Sv. Mihaela arkanđela u Drenju i đakovačkom dekanatu Đakovačko-osječke nadbiskupije. Crkveni god (proštenje) ili kirvaj slavi se 4. prosinca.

## Obrazovanje i školstvo
- Područna škola do 4. razreda koja radi u sklopu Osnovne škole Drenje.

## Ostalo
- Dobrovoljno vatrogasno društvo Pridvorje.

## Vanjske poveznice
- http://os-drenje.skole.hr/  Arhivirana inačica izvorne stranice od 20. srpnja 2019. (Wayback Machine)
- Arkod preglednik

|  | Portal Hrvatske – Pristup člancima s tematikom o Hrvatskoj. |